# Clover Studio
Clover Studio (クローバースタジオ株式会社, Kurōbāsutajio Kabushikigaisha) – japoński producent gier komputerowych założony w 2004 roku jako osobny oddział Capcom. Clover Studio robiło gry na platformę PlayStation 2, PSP, Nintendo DS i GameCube'a. 
W październiku 2006 roku zarząd Capcomu podjął decyzje o zamknięciu studia, a w marcu 2007 roku studio zostało zamknięte.

## Wydane gry
| Rok  | Tytuł                          | Platforma                      |
| ---- | ------------------------------ | ------------------------------ |
| 2003 | Viewtiful Joe                  | PlayStation 2 Port na GameCube |
| 2004 | Viewtiful Joe 2                | PlayStation 2 GameCube         |
| 2005 | Viewtiful Joe: Red Hot Rumble  | GameCube                       |
| 2005 | Viewtiful Joe: Double Trouble! | Nintendo                       |
| 2006 | Viewtiful Joe: Red Hot Rumble  | PlayStation Portable           |
| 2006 | Ōkami                          | PlayStation 2                  |
| 2006 | God Hand                       | PlayStation 2                  |